# Disophrys conspicua
Disophrys conspicua är en stekelart som beskrevs av Granger 1949. Disophrys conspicua ingår i släktet Disophrys och familjen bracksteklar. Inga underarter finns listade i Catalogue of Life.